# ریکو (بهتره با سال تماس بگیری)
ریکو (به انگلیسی: RICO) هشتمین قسمت از فصل اول مجموعهٔ تلویزیونی بهتره با سال تماس بگیری محصول شبکه ای‌ام‌سی است. این قسمت در تاریخ ۲۳ مارس ۲۰۱۵ از همین شبکه پخش شد.

## داستان
داستان به نمایی از گذشته آغاز شده و جیمی را که به عنوان پستچی در شکرت حقوقی مک‌گیل و هملین مشغول کار است نشان می‌دهد. جیمی توانسته بود آزمون وکالت موفق شود و این خبر را به برادرش چاک می‌دهد و انتظار دارد که او را به عنوان وکیل استخدام کنند. اما چاک می‌گوید که باید با دیگر شرکایش هماهنگی کند. در نهایت و در هنگامی که جیمی مشغول جشن گرفتن با دیگر همکارانش بود، هملین وارد اتاق شده و دررخواست استخدام وی را رد می‌کند.
در زمان حال، جیمی وقتی از وضعیت مالی یک مؤسسه نگهداری از سالمندان آگاه می‌شود، به آنجا شک می‌کند. این مؤسسه حقوق‌های افراد سالمند را گرفته و بعد از کسر هزینه‌هایش مابقی را به حساب آن‌ها واریز می‌کرد. جیمی در این باره از چند سالمند دیگر آنجا نیز تحقیق می‌کند و بعد به خانه برادرش چاک می‌رود تا اطلاعات را بررسی کند. جیمی قصد متهم کردن خانه سالمندان با اتهام کلاهبرداری داشت که برادرش چاک می‌گوید او باید دنبال مدارک بیشتری باشد.
وی زمانی که به خانه سالمندان برمی‌گردد متوجه می‌شود که آن‌ها در حال نابود کردن شواهد هستند و در آخر نگهبانان او را از آنجا بیرون می‌کنند. وی سپس شب برای پیدا کردن کاغذهای ناببود شده رفته و با جمع‌آوری آنها، به خانه چاک می‌رود تا بتواند آن‌ها را سرهم کند؛ که چاک هم او را در این کار همراهی می‌کند. با داشتن مدارک، چاک تصمیم می‌گیرد مشاور جیمی در این پرونده باشد و برای شروع، به وکلای خانه سالمندان تماس گرفته و آن‌ها موافقت می‌کنند که با هم دیداری داشته باشند.
در همین حال مایک در حال مراقبت از نوه خودش است. زمانی که عروسش - استیسی - از کار برمی‌گردد، از مایک می‌پرسد که با پول رشوه‌ای که شوهرش گرفته بود چه باید بکند و مایک می‌گوید که برای خودت و دخترت از آن استفاده کن، پس این پول کثیف کارایی خوبی خواهد داشت. استیسی از مایک تشکر کرده و اشاره‌ای هم می‌کند که حجتی با این پدول هم نمی‌توان از پس هزینه‌ها برآمد. مایک سپس به نزد دامپزشکی می‌رود که زخم وی را مدا واکرده بود و می‌پرسد آیا کار دیگری برای انجام است!؟
وکلاس خانه سالمندان که به خانه چاک آمدند اتهام کلاهبرداری را رد می‌کنند ولی این موضوع را قبول می‌کنند که از بعضی از سالمندان پول بیشتری گرفته شده و حاضر به بازپرداخت هستند. جیمی سپس مدرک دیگری را نشان می‌دهد و مجدداً آن‌ها را محکوم می‌کند. چاک درخواست ۲۰ میلیون دلار را از آن‌ها می‌کند که با مخالفت وکلای خانه سالمندان مواجه می‌شود. همچنان که آن‌ها در حال کار روی پرونده بودند، جیمی چند قسمت از پرونده را داخل خودروی خود جا می‌گذارد، چاک می‌رود و برگه‌ها را برمی‌دارد. جیمی از که از بیرون آمدن چاک شوکه شده بود، خیره به بردارش که او هم حیرت‌زده شده بود به هم نگاه می‌کنند.

## بازخوردها
بازخوردهای کلی به این قسمت مثبت بود. راتن تومیتوز امتیاز ۷٫۷ از ۱۰ را برای این قسمت در نظر گرفت. آی‌جی‌ان نیز امتیاز ۸٫۸ از ۱۰ را داد. روزنامه دیلی تلگراف ۴ ستاره از ۵ ستاره را به این قسمت از بهتره با سول تماس بگیری اعطا کرد.

## پیوندها
- ریکو در وب‌سایت ای‌ام‌سی
- ریکو در بانک اطلاعات اینترنتی فیلم‌ها